# JW Marriott El Convento Cusco
El JW Marriott El Convento Cusco es un hotel de lujo (cinco estrellas) ubicado en la ciudad del Cusco, Perú. Ha sido establecido sobre el antiguo Convento de San Agustín que data del siglo XVII. El hotel se encuentra ubicado en la Calle Ruinas esquina con la calle San Agustín a trescientos metros de la Plaza de Armas. Cuenta con 146 habitaciones y 7 suites que cuentan con un sistema de oxigenación complementaria para contrarrestar los efectos de la altura en sus huéspedes. Entre sus instalaciones también se cuentan un spa, un restaurante de comida peruana, un bar, salones de eventos y un museo propio donde se exhiben las piezas que fueron encontradas durante la restauración del edificio.
El inmueble donde se encuentra el hotel forma parte, desde 1972, de la Zona Monumental del Cusco declarada como Monumento Histórico del Perú. Asimismo, desde 1983 forma parte de la zona central declarada por la UNESCO como Patrimonio Cultural de la Humanidad.
En el año 2006 la empresa peruana Inversiones La Rioja trabajó en la recuperación y puesta en valor del inmueble a través del Proyecto "JW Marriott Cuzco". En el año 2012 se inauguró el hotel con una inversión de US $ 57 millones en su restauración. 
El año 2018 el hotel ganó el premio al Mejor Hotel con Herencia Cultural en el concurso organizado por World Travel Awards Sudamérica, y el World’s Best Awards de la revista estadounidense Travel + Leisure.